# 웜 바디스
《웜 바디스》(영어: Warm Bodies)는 미국의 패러노멀 로맨틱 좀비 코미디 영화이다. 조너선 러빈이 감독과 각본을 맡았고, 니컬러스 홀트, 테리사 파머, 롭 코드리, 존 맬커비치 등이 출연했다. 아이작 매리언의 동명 소설이 원작이다.
이 영화는 젊은 여성 "줄리"와 좀비 "R"와의 관계에 초첨을 맞춰, 인간과 사랑에 빠진 좀비라는 색다른 접근을 시도해 두 사람의 궁극적인 로맨스의 성장과 발전을 보여주고 있다. 또한 이 영화는 좀비 캐릭터에 인간의 특성을 반영해 사랑이란 감정을 심어 좀비의 관점으로 이야기를 그려낸다.

## 출연진
- 니컬러스 홀트 - R 역
- 테리사 파머 - 줄리 그리지오 역
- 롭 코드리 - M(마커스) 역
- 데이브 프랭코 - 페리 역
- 애널리 팁턴 - 노라 역
- 코리 하드릭트 - 케빈 역
- 존 맬커비치 - 그리지오 대령 역
- 패트릭 서봉기 - 헌팅 좀비 역 (크레디트 미기재)
- 토드 피넬 - 무장한 순찰 대원 역 (크레디트 미기재)

## 기타 제작진
- 총괄 제작: 코리 스턴, 로리 웨브
- 미술: 마틴 휘스트, 쉬잔 클루티에

## 수상
- 틴 초이스 어워드 - 초이스 무비 신인상 니컬러스 홀트

## 시청 등급
- 대한민국: 15세 관람가

## 기타
- 수입: 데이지엔터테인먼트
- 번역: 황석희